# 2020 Ukko
2020 Ukko este un asteroid din centura principală, descoperit pe 18 martie 1936 de Yrjö Väisälä.